# Bátky Károly (tanító, 1838–1888)
Lövői és felsőbátkai Bátky Károly (Alsódabas, 1838. július 23. – Kecskemét, 1888. június 7.) tanító.

## Élete
id. Bátky Károly tanító és Czeglédi Eszter fia. 1838. július 24-én keresztelték Alsódabason. Előbb elemi iskolában tanított, majd átment az 1883-ban megnyílt kecskeméti ipariskolához oktatni. 1882-ben nősült, Kammerer Júlia (később Bodnár Sándorné) tanító lett a felesége, aki 1874-től Molnárné Légrády Teréz leányneveldéjéban tanított és őt választották elsőként községi népiskolai tanítónővé. 

## Fontosabb műve
- Imák protestáns növendékek számára, Kecskemét, 1883.